# Муге, Абдикарим Ахмед
Абдикарим Ахмед Муге Либан (сомал. Cabdikariin Axmed Mooge Liibaan; род. 1974, Гароуэ) — сомалилендский государственный и политический деятель. Мэр Харгейсы с 17 июня 2021 года.

## Биография
Абдикарим Ахмед Муге родился в 1974 году в деревне Синуджифе на окраине Гароуэ. Происходит из подразделения эйдагале клана исаак. Сын сомалийского художника Ахмеда Муге Либана и племянник сомалийского художника Мохамеда Муге Либана.
Абдикарим вырос в Харгейсе, где получил начальное и среднее образование. В начале столкновений в Харгейсе во время войны за независимость Сомалиленда Абдикарим бежал в Эфиопию, в частности в лагерь беженцев Каам-Абокор.
По возвращении в Сомалиленд он и несколько других молодых людей основали агентство HAVAYOCO с целью поддержки нуждающихся в помощи людях и молодёжи. Позже Абдикарим работал в агентствах ООН и международных организациях, где переехал за границу и провёл часть своей жизни, но спустя время вернулся в Харгейсу.

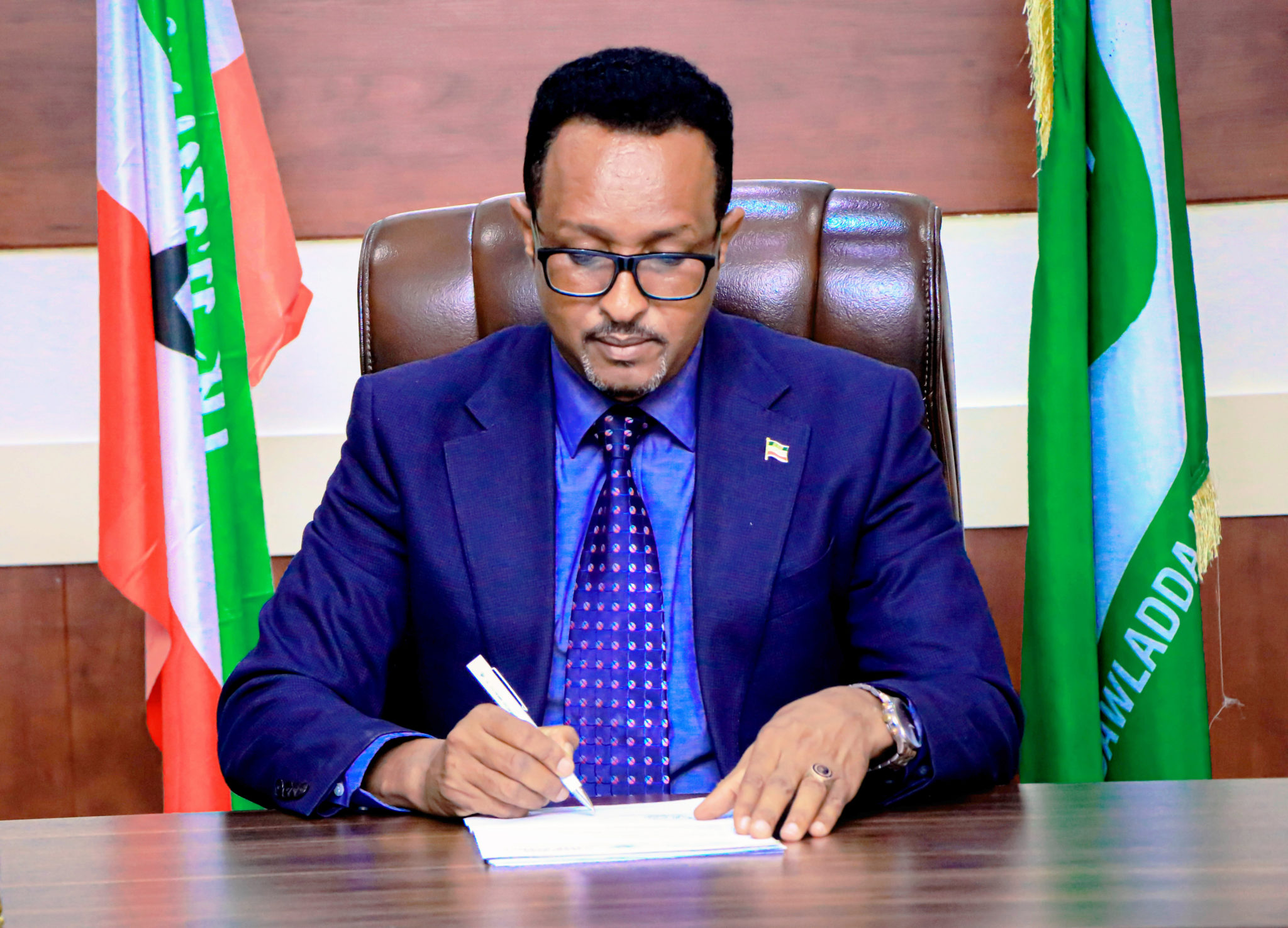
Абдикарим Ахмед Муге в своём кабинете, 20 августа 2021 года

Во время правления Ахмеда Силаньо Абдикарим занимал должности заместителя министра национального планирования и заместителя министра рыболовства, но позже он ушёл в отставку.
Член партии «Ваддани». После муниципальных выборов в Сомалиленде в 2021 году, набрав наибольшее количество голосов среди всех кандидатов в Харгейсе, сменил предыдущего мэра Абдуррахмана Махмуда Айдиида на посту мэра Харгейсы. 17 июня 2021 года он занял этот пост.
Имеет сына по имени Либан.